# World Games 2017/Teilnehmer (Australien)
| Gelbes Symbol für Goldmedaillen mit stilisierten Olympischen Ringen | Graues Symbol für Silbermedaillen mit stilisierten Olympischen Ringen | Braundes Symbol für Bronzemedaillen mit stilisierten Olympischen Ringen |
| ------------------------------------------------------------------- | --------------------------------------------------------------------- | ----------------------------------------------------------------------- |
| 3                                                                   | 6                                                                     | 6                                                                       |

Australien nahm in Breslau an den World Games 2017 teil. Die australische Delegation bestand aus 118 Athleten.

## Medaillengewinner

### Gold
| Name             | Sportart          | Wettkampf                              |
| ---------------- | ----------------- | -------------------------------------- |
| Josh Briant      | Wasserski         | Trickfahren                            |
| Pamela Hendry    | Rettungsschwimmen | 100 m Schwimmen und Retten mit Flossen |
| Bradley Woodward | Rettungsschwimmen | 200 m Hindernisschwimmen               |

### Silber
| Name                                                                                       | Sportart          | Wettkampf                  |
| ------------------------------------------------------------------------------------------ | ----------------- | -------------------------- |
| Jason Doyle Max Fricke Chris Holder                                                        | Speedway          | Mannschaft                 |
| Matthew Davis Jake Smith Bradley Woodward Samuel Bell                                      | Rettungsschwimmen | 4 × 50 m Gurtretterstaffel |
| Mariah Jones Rachel Wood (im Vorlauf) Chelsea Gillet (im Finale) Prue Davies Pamela Hendry | Rettungsschwimmen | 4 × 50 m Gurtretterstaffel |
| Rachel Wood Mariah Jones Prue Davies Pamela Hendry                                         | Rettungsschwimmen | 4 × 50 m Hindernisstaffel  |
| Prue Davies                                                                                | Rettungsschwimmen | 200 m Super Livesaver      |
| Mariah Jones                                                                               | Rettungsschwimmen | 50 m Retten einer Puppe    |

### Bronze
| Name | Sportart          | Wettkampf                         |
| --- | ----------------- | --------------------------------- |
| Courtney Hobbs Ashtyn Hiron Elizabeth Hinkes Rebecca Banyard Sarah Lowe Rebecca Lane Theadora Kwas Mega Branett Bonnie Wells Sachiyo Yamada Abbie Burgess Beth Varga Sarah Mollison Verity Clough Stella Justice-Allen | Lacrosse          | Mannschaft                        |
| Tom Montgomery | Rettungsschwimmen | 200 m Super Lifesaver             |
| Bradley Woodward | Rettungsschwimmen | 50 m Retten einer Puppe           |
| Samuel Bell | Rettungsschwimmen | 100 m Retten mit Flossen und Gurt |
| Pamela Hendry | Rettungsschwimmen | 100 m Retten mit Flossen und Gurt |
| Mariah Jones | Rettungsschwimmen | 200 m Super Lifesaver             |

## Teilnehmer nach Sportart

### Akrobatik
| Athleten                                                         | Wettbewerb | Qualifikation | Qualifikation | Finale        | Finale        | Rang          |
| Athleten                                                         | Wettbewerb | Punkte        | Rang          | Punkte        | Rang          | Rang          |
| ---------------------------------------------------------------- | ---------- | ------------- | ------------- | ------------- | ------------- | ------------- |
| Männer                                                           |            |               |               |               |               |               |
| Adrian Buck Cassiel Rousseau Forwood Jake Sergeant Liam Rousseau | Gruppe     | 51,630        | 6             | ausgeschieden | ausgeschieden | ausgeschieden |

### Beachhandball
| Wettbewerb       | Frauen | Männer |
| ---------------- | --- | --- |
| Athleten         | Melanie Charles Madeleine McAfee Ana Medjed Aline Viana Manon Vernay Daniela Dos Santos Birte Biehler Rosalie Boyd Heather Cooper Vanja Smiljanic | Scott Nicholson Nicholas Gallaugher Johnathon Stock Daniel Fogerty James Brennan Christopher Mottin Lucas Turecek Stephane Blaise Matthew Campbell Jonathan Robson |
| Gruppenphase     | Brasilien 0:2 Chinesisch Taipeh 2:0 Polen 2:1 | Katar 0:2 Brasilien 0:2 Uruguay 2:0 |
| Viertelfinale    | ausgeschieden | ausgeschieden |
| Halbfinale       | ausgeschieden | ausgeschieden |
| Spiel um Platz 5 | Polen 0:2 | Uruguay 0:2 |
| Platzierung      | 6 | 6 |

### Billard
| Athleten     | Wettbewerb | Achtelfinale | Achtelfinale | Viertelfinale | Viertelfinale | Halbfinale    | Halbfinale    | Finale / Platz 3 | Finale / Platz 3 | Rang          |
| Athleten     | Wettbewerb | Gegner       | Ergebnis     | Gegner        | Ergebnis      | Gegner        | Ergebnis      | Gegner           | Ergebnis         | Rang          |
| ------------ | ---------- | ------------ | ------------ | ------------- | ------------- | ------------- | ------------- | ---------------- | ---------------- | ------------- |
| Mixed        |            |              |              |               |               |               |               |                  |                  |               |
| Shaun Dalitz | Snooker    | Ali Carter   | 0:3          | ausgeschieden | ausgeschieden | ausgeschieden | ausgeschieden | ausgeschieden    | ausgeschieden    | ausgeschieden |

### Boules
| Athleten              | Wettbewerb             | Qualifikation | Qualifikation | Halbfinale    | Halbfinale    | Finale        | Finale        | Rang          |
| Athleten              | Wettbewerb             | Punkte        | Rang          | Gegner        | Ergebnis      | Gegner        | Ergebnis      | Rang          |
| --------------------- | ---------------------- | ------------- | ------------- | ------------- | ------------- | ------------- | ------------- | ------------- |
| Männer                |                        |               |               |               |               |               |               |               |
| Santo Junior Pascuzzi | Schießspiel            | 56            | 5             | abgesagt      | abgesagt      | abgesagt      | abgesagt      | 5             |
| Santo Junior Pascuzzi | Präzisions-Schießspiel | 24            | 7             | ausgeschieden | ausgeschieden | ausgeschieden | ausgeschieden | ausgeschieden |

### Feldbogenschießen
| Athleten         | Wettbewerb    | Qualifikation | Qualifikation | Ausscheidungsrunde | Ausscheidungsrunde | Ausscheidungsrunde | Ausscheidungsrunde | Ausscheidungsrunde | Ausscheidungsrunde | 1. Runde         | 1. Runde | Achtelfinale  | Achtelfinale  | Viertelfinale | Viertelfinale | Halbfinale    | Halbfinale    | Finale        | Finale        | Rang          |
| Athleten         | Wettbewerb    | Ringe         | Rang          | Gegner             | Ergebnis           | Gegner             | Ergebnis           | Gegner             | Ergebnis           | Gegner           | Ergebnis | Gegner        | Ergebnis      | Gegner        | Ergebnis      | Gegner        | Ergebnis      | Gegner        | Ergebnis      | Rang          |
| ---------------- | ------------- | ------------- | ------------- | ------------------ | ------------------ | ------------------ | ------------------ | ------------------ | ------------------ | ---------------- | -------- | ------------- | ------------- | ------------- | ------------- | ------------- | ------------- | ------------- | ------------- | ------------- |
| Frauen           |               |               |               |                    |                    |                    |                    |                    |                    |                  |          |               |               |               |               |               |               |               |               |               |
| Sherry Gale      | Compoundbogen | 686           | 17            | –                  | –                  | –                  | –                  | –                  | –                  | Sanne de Laat    | 140:144  | ausgeschieden | ausgeschieden | ausgeschieden | ausgeschieden | ausgeschieden | ausgeschieden | ausgeschieden | ausgeschieden | ausgeschieden |
| Louise Redman    | Compoundbogen | 674           | 22            | –                  | –                  | –                  | –                  | –                  | –                  | Marcella Tonioli | 134:143  | ausgeschieden | ausgeschieden | ausgeschieden | ausgeschieden | ausgeschieden | ausgeschieden | ausgeschieden | ausgeschieden | ausgeschieden |
| Männer           |               |               |               |                    |                    |                    |                    |                    |                    |                  |          |               |               |               |               |               |               |               |               |               |
| Mick Fisher      | Blankbogen    | 315           | 9             | Mateusz Siejko     | 69:28              | Karoly Koroknay    | 77:72              | István Kakas       | 75:83              | –                | –        | –             | –             | ausgeschieden | ausgeschieden | ausgeschieden | ausgeschieden | ausgeschieden | ausgeschieden | ausgeschieden |
| Patrick Coghlan  | Compoundbogen | 703           | 13            | –                  | –                  | –                  | –                  | –                  | –                  | Martin Damsbo    | 142:144  | ausgeschieden | ausgeschieden | ausgeschieden | ausgeschieden | ausgeschieden | ausgeschieden | ausgeschieden | ausgeschieden | ausgeschieden |
| Danie Oosthuizen | Compoundbogen | 701           | 16            | –                  | –                  | –                  | –                  | –                  | –                  | Alberto Blázquez | 139:142  | ausgeschieden | ausgeschieden | ausgeschieden | ausgeschieden | ausgeschieden | ausgeschieden | ausgeschieden | ausgeschieden | ausgeschieden |

### Inline-Speedskating

#### Straße
| Männer       |                      |          |    |          |   |               |               |               |               |               |               |               |
| Liam Garriga | 200 m Zeitfahren     | 18,830 s | 19 | –        | – | –             | –             | ausgeschieden | ausgeschieden | ausgeschieden | ausgeschieden | ausgeschieden |
| Liam Garriga | 500 m Sprint         | 47,376 s | 2  | 44,375 s | 4 | ausgeschieden | ausgeschieden | ausgeschieden | ausgeschieden | ausgeschieden |               |               |
| Liam Garriga | 10000 m Punkterennen | –        | –  | –        | – | –             | –             | 1 Punkt       | 10            | 10            |               |               |
| Liam Garriga | 20000 m Rennen       | –        | –  | –        | – | –             | –             | ausgeschieden | ausgeschieden | ausgeschieden |               |               |

### Karate
| Athleten             | Wettbewerb   | Vorrunde            | Vorrunde | Vorrunde             | Vorrunde | Vorrunde             | Vorrunde | Halbfinale    | Halbfinale    | Finale / Platz 3 | Finale / Platz 3 | Rang          |
| Athleten             | Wettbewerb   | Gegner              | Ergebnis | Gegner               | Ergebnis | Gegner               | Ergebnis | Gegner        | Ergebnis      | Gegner           | Ergebnis         | Rang          |
| -------------------- | ------------ | ------------------- | -------- | -------------------- | -------- | -------------------- | -------- | ------------- | ------------- | ---------------- | ---------------- | ------------- |
| Frauen               |              |                     |          |                      |          |                      |          |               |               |                  |                  |               |
| Maria Alexiadis      | Kumite 50 kg | Lydia Besbes        | 0:1      | Magdalena Nowakowska | 0:2      | Miho Miyahara        | 0:8      | ausgeschieden | ausgeschieden | ausgeschieden    | ausgeschieden    | ausgeschieden |
| Tmeika Francis Knapp | Kumite 55 kg | Dorota Banasczcyk   | 0:5      | Wen Tzu-yun          | 0:8      | Emilie Thouy         | 0:3      | ausgeschieden | ausgeschieden | ausgeschieden    | ausgeschieden    | ausgeschieden |
| Kristina Mah         | Kumite 61 kg | Alexandra Grande    | 0:2      | Anita Serogina       | 0:5      | –                    | –        | ausgeschieden | ausgeschieden | ausgeschieden    | ausgeschieden    | ausgeschieden |
| Männer               |              |                     |          |                      |          |                      |          |               |               |                  |                  |               |
| Tsuneari Yahiro      | Kumite 67 kg | Abdelatif Benkhaled | 0:1      | Jordan Thomas        | 0:0      | Yves Martial Tadissi | 0:1      | ausgeschieden | ausgeschieden | ausgeschieden    | ausgeschieden    | ausgeschieden |

### Korfball
| Wettbewerb        | Mixed |
| ----------------- | --- |
| Athleten          | Jessica Crispe Joshua Prasad Jessica Phillips Daniel Phillips Grace Cullen Patrick Branford Ashlee Othen Jessica May David Scroggs Joshua Berney Adam Robertson Bethan Channing |
| Trainer           | Henning Peuters |
| Gruppenphase      | Belgien 8:26 (1:7, 2:6, 2:3, 3:10) Volksrepublik China 25:23 (8:8, 6:6, 3:4, 8:5) Niederlande 10:30 (4:11, 3:6, 1:6, 2:7)                                                       |
| Platzierungsspiel | Polen 20:18 (10:6, 3:3, 5:5, 2:4) |
| Spiel um Platz 5  | Volksrepublik China 17:19 (4:6, 4:6, 4:4, 5:3) |
| Platzierung       | 6 |

### Lacrosse
| Wettbewerb       | Frauen |
| ---------------- | --- |
| Athleten         | Courtney Hobbs Ashtyn Hiron Elizabeth Hinkes Rebecca Banyard Sarah Lowe Rebecca Lane Theadora Kwas Mega Branett Bonnie Wells Sachiyo Yamada Abbie Burgess Beth Varga Sarah Mollison Verity Clough Stella Justice-Allen |
| Gruppenphase     | Kanada 10:15 Polen 23:0 |
| Halbfinale       | Kanada 8:14 |
| Spiel um Platz 3 | Vereinigtes Königreich 10:8 |
| Platzierung      | Bronze |

### Luftsport
| Athleten        | Wettbewerb | Runde 1 | Runde 2 | Runde 3 | Runde 4 | Runde 5 | Runde 6 | Runde 7 | Runde 8 | Runde 9 | Runde 10 | Runde 11 | Runde 12 | Gesamt  | Rang |
| --------------- | ---------- | ------- | ------- | ------- | ------- | ------- | ------- | ------- | ------- | ------- | -------- | -------- | -------- | ------- | ---- |
| Mixed           |            |         |         |         |         |         |         |         |         |         |          |          |          |         |      |
| Robert McMillan | Swooping   | 11      | 6       | 19      | 30      | 4       | 13      | 35      | 22      | 4       | 30       | 29       | 18       | 185.000 | 11   |
| Keven Walters   | Swooping   | 8       | 35      | 17      | 28      | 10      | 13      | 17      | 12      | 30      | 33       | 7        | 11       | 180.000 | 10   |
| Andrew Woolf    | Swooping   | 1       | 14      | 6       | 12      | 12      | 9       | 14      | 11      | 33      | 13       | 20       | 4        | 157.000 | 8    |

### Rettungsschwimmen
| Frauen                                                                                        |                                        |                 |                 |               |               |               |
| Samantha Howe                                                                                 | 50 m Retten einer Puppe                | 35,60 s         | 3               | 36,59 s       | 4             | 4             |
| Mariah Jones                                                                                  | 50 m Retten einer Puppe                | 35,44 s         | 1               | 35,61 s       | 2             | Silber        |
| Pamela Hendry                                                                                 | 100 m Schwimmen und Retten mit Flossen | 54,11 s         | 3               | 52,72 s       | 1             | Gold          |
| Samantha Howe                                                                                 | 100 m Schwimmen und Retten mit Flossen | 55,34 s         | 9               | ausgeschieden | ausgeschieden | ausgeschieden |
| Prue Davies                                                                                   | 100 m Retten mit Flossen und Gurt      | 1:01,35 min     | 4               | 1:00,40 min   | 4             | 4             |
| Pamela Hendry                                                                                 | 100 m Retten mit Flossen und Gurt      | 1:03,04 min     | 8               | 1:00,29 min   | 3             | Bronze        |
| Samantha Howe                                                                                 | 200 m Hindernisschwimmen               | 2:17,72 min     | 15              | ausgeschieden | ausgeschieden | ausgeschieden |
| Rachel Wood                                                                                   | 200 m Hindernisschwimmen               | 2:10,64 min     | 5               | 2:10,82 min   | 5             | 5             |
| Mariah Jones                                                                                  | 200 m Super Lifesaver                  | 2:31,17 min     | 7               | 2:29,26 min   | 3             | Bronze        |
| Prue Davies                                                                                   | 200 m Super Lifesaver                  | 2:27,03 min     | 1               | 2:24,95 min   | 2             | Silber        |
| Prue Davies Samantha Howe Mariah Jones Pamela Hendry                                          | 4 × 25 m Puppenstaffel                 | disqualifiziert | disqualifiziert | ausgeschieden | ausgeschieden | ausgeschieden |
| Rachel Wood Mariah Jones Prue Davies Pamela Hendry                                            | 4 × 50 m Hindernisstaffel              | 1:52,35 min     | 1               | 1:51,29 min   | 2             | Silber        |
| Mariah Jones Rachel Wood (im Vorlauf) Chelsea Gillet (im Finale) Prue Davies Pamela Hendry    | 4 × 50 m Gurtretterstaffel             | 1:43,66 min     | 3               | 1:41,42 min   | 2             | Silber        |
| Männer                                                                                        |                                        |                 |                 |               |               |               |
| Matthew Davis                                                                                 | 50 m Retten einer Puppe                | 30,19 s         | 9               | ausgeschieden | ausgeschieden | ausgeschieden |
| Bradley Woodward                                                                              | 50 m Retten einer Puppe                | 29,48 s         | 4               | 29,62 s       | 3             | Bronze        |
| Samuel Bell                                                                                   | 100 m Schwimmen und Retten mit Flossen | 46,65 s         | 3               | 46,44 s       | 5             | 5             |
| Matthew Davis                                                                                 | 100 m Schwimmen und Retten mit Flossen | 47,85 s         | 10              | ausgeschieden | ausgeschieden | ausgeschieden |
| Samuel Bell                                                                                   | 100 m Retten mit Flossen und Gurt      | 53,41 s         | 6               | 51,27 s       | 3             | Bronze        |
| Matthew Davis                                                                                 | 100 m Retten mit Flossen und Gurt      | 56,22 s         | 13              | ausgeschieden | ausgeschieden | ausgeschieden |
| Jake Smith                                                                                    | 200 m Hindernisschwimmen               | 1:59,39 min     | 9               | ausgeschieden | ausgeschieden | ausgeschieden |
| Bradley Woodward                                                                              | 200 m Hindernisschwimmen               | 1:56,49 min     | 1               | 1:55,03 min   | 1             | Gold          |
| Samuel Bell                                                                                   | 200 m Super Lifesaver                  | 2:11,55 min     | 6               | 2:14,47 min   | 7             | 7             |
| Tom Montgomery                                                                                | 200 m Super Lifesaver                  | 2:10,08 min     | 3               | 2:10,51 min   | 3             | Bronze        |
| Matthew Davis Bradley Woodward Jake Smith (im Vorlauf) Tom Montgomery (im Finale) Samuel Bell | 4 × 25 m Puppenstaffel                 | 1:08,76 min     | 4               | 1:08,16 min   | 4             | 4             |
| Matthew Davis Bradley Woodward Samuel Bell Tom Montgomery                                     | 4 × 50 m Hindernisstaffel              | 1:40,13 min     | 4               | 1:38,64 min   | 4             | 4             |
| Matthew Davis Jake Smith Bradley Woodward Samuel Bell                                         | 4 × 50 m Gurtretterstaffel             | 1:30,30 min     | 3               | 1:28,05 min   | 2             | Silber        |

### Rhythmische Sportgymnastik
| Frauen          |          |        |    |               |               |               |
| Danielle Prince | Ball     | 10.900 | 22 | ausgeschieden | ausgeschieden | ausgeschieden |
| Danielle Prince | Kegel    | 11.150 | 21 | ausgeschieden | ausgeschieden | ausgeschieden |
| Danielle Prince | Reifen   | 12.400 | 22 | ausgeschieden | ausgeschieden | ausgeschieden |
| Danielle Prince | Schleife | 10.950 | 20 | ausgeschieden | ausgeschieden | ausgeschieden |

### Speedway
| Athleten                            | Vorrunde                           | Vorrunde | Vorrunde                 | Vorrunde | Vorrunde                          | Vorrunde | Vorrunde                 | Vorrunde | Vorrunde                      | Vorrunde | Vorrunde                         | Vorrunde | Vorrunde      | Vorrunde | Race Off | Race Off | Finale                           | Finale | Rang   |
| Athleten                            | Gegner                             | Punkte   | Gegner                   | Punkte   | Gegner                            | Punkte   | Gegner                   | Punkte   | Gegner                        | Punkte   | Gegner                           | Punkte   | Punkte gesamt | Rang     | Gegner   | Punkte   | Gegner                           | Punkte | Rang   |
| ----------------------------------- | ---------------------------------- | -------- | ------------------------ | -------- | --------------------------------- | -------- | ------------------------ | -------- | ----------------------------- | -------- | -------------------------------- | -------- | ------------- | -------- | -------- | -------- | -------------------------------- | ------ | ------ |
| Männer                              |                                    |          |                          |          |                                   |          |                          |          |                               |          |                                  |          |               |          |          |          |                                  |        |        |
| Jason Doyle Max Fricke Chris Holder | Andrei Kudriashov Emil Saytfudinov | 4        | Kai Huckenbeck Erik Riss | 4        | Antonio Lindback Fredrik Lindgren | 3        | Steve Worrall Danny King | 5        | Michael Jensen Kenneth Bjerre | 5        | Bartosz Zmarzlik Maciej Janowski | 3        | 24            | 1        | –        | –        | Bartosz Zmarzlik Maciej Janowski | 1      | Silber |

### Sportklettern
| Frauen            |                        |         |    |               |               |               |               |
| Lucinda Stirling  | Bouldern               | 0t 2b18 | 11 | ausgeschieden | ausgeschieden | ausgeschieden | ausgeschieden |
| Lucinda Stirling  | Schwierigkeitsklettern | 10,50   | 10 | ausgeschieden | ausgeschieden | ausgeschieden | ausgeschieden |
| Männer            |                        |         |    |               |               |               |               |
| Campbell Harrison | Bouldern               | 0t 1b2  | 8  | ausgeschieden | ausgeschieden | ausgeschieden | ausgeschieden |
| Campbell Harrison | Schwierigkeitsklettern | 6,50    | 5  | 8,00          | 8             | 8             |               |

### Squash
| Frauen           |               |     |               |               |               |               |               |               |               |               |               |
| Tamika Saxby     | Sina Kandra   | 3:1 | Nele Gilis    | 0:3           | ausgeschieden | ausgeschieden | ausgeschieden | ausgeschieden | ausgeschieden | ausgeschieden | ausgeschieden |
| Jessica Turnbull | Lisa Aitken   | 0:3 | ausgeschieden | ausgeschieden | ausgeschieden | ausgeschieden | ausgeschieden | ausgeschieden | ausgeschieden | ausgeschieden | ausgeschieden |
| Männer           |               |     |               |               |               |               |               |               |               |               |               |
| Rhys Dowling     | Daniel Mekbib | 3:2 | Simon Rösner  | 0:3           | ausgeschieden | ausgeschieden | ausgeschieden | ausgeschieden | ausgeschieden | ausgeschieden | ausgeschieden |
| Alex Eustace     | Diego Elías   | 0:3 | ausgeschieden | ausgeschieden | ausgeschieden | ausgeschieden | ausgeschieden | ausgeschieden | ausgeschieden | ausgeschieden | ausgeschieden |

### Sumō
| Männer             |               |                       |              |                       |               |               |               |                    |               |               |               |               |               |               |               |               |               |               |               |               |
| Joel Kindred       | Leichtgewicht | –                     | –            | Cristiano Silva Mori  | Kotenage      | Andrew Freund | Tsuridashi    | Abdelrahman Elsefy | Oshidashi     | Pawel Wojda   | Yoritaoshi    | ausgeschieden | ausgeschieden | ausgeschieden | ausgeschieden | ausgeschieden | ausgeschieden | ausgeschieden | ausgeschieden | ausgeschieden |
| Thomas Traill      | Leichtgewicht | –                     | –            | Isao Shibaoka         | Kotenage      | ausgeschieden | ausgeschieden | ausgeschieden      | ausgeschieden | ausgeschieden | ausgeschieden | ausgeschieden | ausgeschieden | ausgeschieden | ausgeschieden | ausgeschieden | ausgeschieden | ausgeschieden | ausgeschieden | ausgeschieden |
| Daniel Bazzana     | Mittelgewicht | –                     | –            | Colton Runyan         | Oshidashi     | ausgeschieden | ausgeschieden | ausgeschieden      | ausgeschieden | ausgeschieden | ausgeschieden | ausgeschieden | ausgeschieden | ausgeschieden | ausgeschieden | ausgeschieden | ausgeschieden | ausgeschieden | ausgeschieden | ausgeschieden |
| Eoghn Jorge Tivoli | Mittelgewicht | –                     | –            | Usukhbayar Ochirkhuu  | Uwatenage     | Aron Rozum    | Yorikiri      | ausgeschieden      | ausgeschieden | ausgeschieden | ausgeschieden | ausgeschieden | ausgeschieden | ausgeschieden | ausgeschieden | ausgeschieden | ausgeschieden | ausgeschieden | ausgeschieden | ausgeschieden |
| Daniel Bazzana     | Offene Klasse | Andrew Freund         | Oshidashi    | Soichiro Kurokawa     | Yorikiri      | ausgeschieden | ausgeschieden | ausgeschieden      | ausgeschieden | ausgeschieden | ausgeschieden | ausgeschieden | ausgeschieden | ausgeschieden | ausgeschieden | ausgeschieden | ausgeschieden | ausgeschieden |               |               |
| Joel Kindred       | Offene Klasse | Flavio Tooru Kosihira | Oshidashi    | ausgeschieden         | ausgeschieden | ausgeschieden | ausgeschieden | ausgeschieden      | ausgeschieden | ausgeschieden | ausgeschieden | ausgeschieden | ausgeschieden | ausgeschieden | ausgeschieden | ausgeschieden | ausgeschieden | ausgeschieden |               |               |
| Eoghn Jorge Tivoli | Offene Klasse | Michael Wietecha      | keine Angabe | Natsagdorj Dugersuren | Yorikiri      | ausgeschieden | ausgeschieden | ausgeschieden      | ausgeschieden | ausgeschieden | ausgeschieden | ausgeschieden | ausgeschieden | ausgeschieden | ausgeschieden | ausgeschieden | ausgeschieden | ausgeschieden | ausgeschieden | ausgeschieden |
| Thomas Traill      | Offene Klasse | Jacek Piersiak        | Tsukitaoshi  | ausgeschieden         | ausgeschieden | ausgeschieden | ausgeschieden | ausgeschieden      | ausgeschieden | ausgeschieden | ausgeschieden | ausgeschieden | ausgeschieden | ausgeschieden | ausgeschieden | ausgeschieden | ausgeschieden | ausgeschieden |               |               |

### Tanzen

#### Standard Tänze
| Paar                                 |    |    |    |    |    |   |   |   |   |   |               |               |    |
| Lana Skrgic-De Fonseka Brodie Barden | 17 | 17 | 20 | 21 | 19 | 7 | 9 | 9 | 8 | 8 | ausgeschieden | ausgeschieden | 18 |

#### Latein Tänze
| Paar                                 |    |    |    |    |    |   |   |   |   |   |               |               |    |
| Lana Skrgic-De Fonseka Brodie Barden | 20 | 18 | 19 | 17 | 18 | 5 | 6 | 7 | 8 | 5 | ausgeschieden | ausgeschieden | 16 |

#### Rock ’n’ Roll
| Paar                         |       |    |        |    |               |               |               |               |               |
| Santia Hinostroza Jorge Vera | 49,43 | 10 | −49,32 | 10 | ausgeschieden | ausgeschieden | ausgeschieden | ausgeschieden | ausgeschieden |

### Trampolinturnen
| Frauen                     |                  |        |   |               |               |               |
| Braida Thomas              | Doppelmini       | 61.700 | 9 | ausgeschieden | ausgeschieden | ausgeschieden |
| Männer                     |                  |        |   |               |               |               |
| Curtis Booth               | Doppelmini       | 66.800 | 6 | 60.800        | 7             | 7             |
| Ty Swadling Shaun Swadling | Synchronspringen | 52.350 | 9 | ausgeschieden | ausgeschieden | ausgeschieden |

### Ultimate Frisbee
| Wettbewerb       | Mixed |
| ---------------- | --- |
| Athleten         | Sarah Wentworth Alex Prentice Lochlan Wise Phillips Cat Vivien Stettner Rosie Dawson Mikhaila Dignam Brendan Ashcroft Peter Blakeley Rob Andrews Seb Barr Tom Tulett Mark Evans Rebecca Brereton |
| Gruppenphase     | Japan 13:11 Polen 13:8 Vereinigte Staaten 7:13 Kanada 9:13 Kolumbien 13:10 |
| Spiel um Platz 3 | Kanada 11:13 |
| Platzierung      | 4 |

### Wasserski
| Männer       |                     |                 |               |                             |                             |               |               |               |               |               |
| Nick Adams   | Slalom              | 3,50/ 58/ 13.00 | 4             | 3,00/ 58/ 11.25             | 8                           | 8             | 8             | 8             | 8             | 8             |
| Josh Briant  | Sprung              | 52,0 m          | 12            | ausgeschieden               | ausgeschieden               | ausgeschieden | ausgeschieden | ausgeschieden | ausgeschieden | ausgeschieden |
| Josh Wallent | Sprung              | 54,9 m          | 10            | ausgeschieden               | ausgeschieden               | ausgeschieden | ausgeschieden | ausgeschieden | ausgeschieden | ausgeschieden |
| Josh Briant  | Trickfahren         | 10510           | 1             | 10990                       | 1                           | Gold          | Gold          | Gold          | Gold          | Gold          |
| Athleten     | Wettbewerb          | Viertelfinale   | Viertelfinale | Letzte Chance Viertelfinale | Letzte Chance Viertelfinale | Halbfinale    | Halbfinale    | Finale        | Finale        | Rang          |
| Athleten     | Wettbewerb          | Ergebnis        | Rang          | Ergebnis                    | Rang                        | Ergebnis      | Rang          | Ergebnis      | Rang          | Rang          |
| Männer       |                     |                 |               |                             |                             |               |               |               |               |               |
| Mike Cotton  | Wakeboard Freestyle | 41,22           | 9             | 36,22                       | 7                           | ausgeschieden | ausgeschieden | ausgeschieden | ausgeschieden | ausgeschieden |
| Mitch Daniel | Wakeboard Freestyle | 38,11           | 11            | 36,67                       | 6                           | ausgeschieden | ausgeschieden | ausgeschieden | ausgeschieden | ausgeschieden |